# Sebastián Lemba
Sebastián Lemba Calembo  fue un negro antiesclavista que lideró una prolongada rebelión contra la esclavitud en la isla Santo Domingo y que murió aproximadamente en el 1547.
Nació el 24 de diciembre de 1520, en África, probablemente miembro de la nación de los lemba por parte de su madre y de los Calembo por parte de su padre, de donde quizá provenga su apellido. Cuando Sebastian Lemba era joven, lo capturaron en África y lo llevaron a Santo Domingo aproximadamente en el año 1525.
Debido al maltrato que se le daba a los esclavos en La Española, Sebastian Lemba Calembo y un grupo de esclavos se alzaron aproximadamente en el año 1532. En ese sentido, se escapó y marchó a la montaña y durante unos 15 años combatió las autoridades españolas. A Sebastian Lemba Calembo y a su grupo se le fueron uniendo otros esclavos.
En su momento pudieron llegar a ser entre 150 y 400 hombres. Lemba Calembo dirigía a esos hombres como si fuera un ejército. Iban a cualquier poblado, atacaban a los españoles y libertaban a otros esclavos. Se movían por toda la isla. Sus palenques estuvieron en Higuey, Azua, Bahoruco, San Juan de la Maguana, Puerto Plata y el Seibo, hoy día territorios de la República Dominicana.
Finalmente, el 17 de septiembre de 1547 fue capturado. Las circunstancias, lugar y fecha de su muerte no están claras, pero se afirma que ocurrió entre 1547 y 1548, en San Juan de la Maguana u otro lugar del sur del país, aunque también se dice que fue en Santo Domingo, a donde fue llevado después de capturado y se le dio muerte en una de las puertas de las murallas entre el Fuerte de San Gil y la Puerta del Conde, a la que se llamó por un tiempo “La Puerta de Lemba Calembo”.
La acción de Sebastián Lemba Calembo tiene una importancia histórica particular. Fue uno de los primeros en comenzar la lucha contra la esclavitud en todo el Continente Americano.